# Буцнев

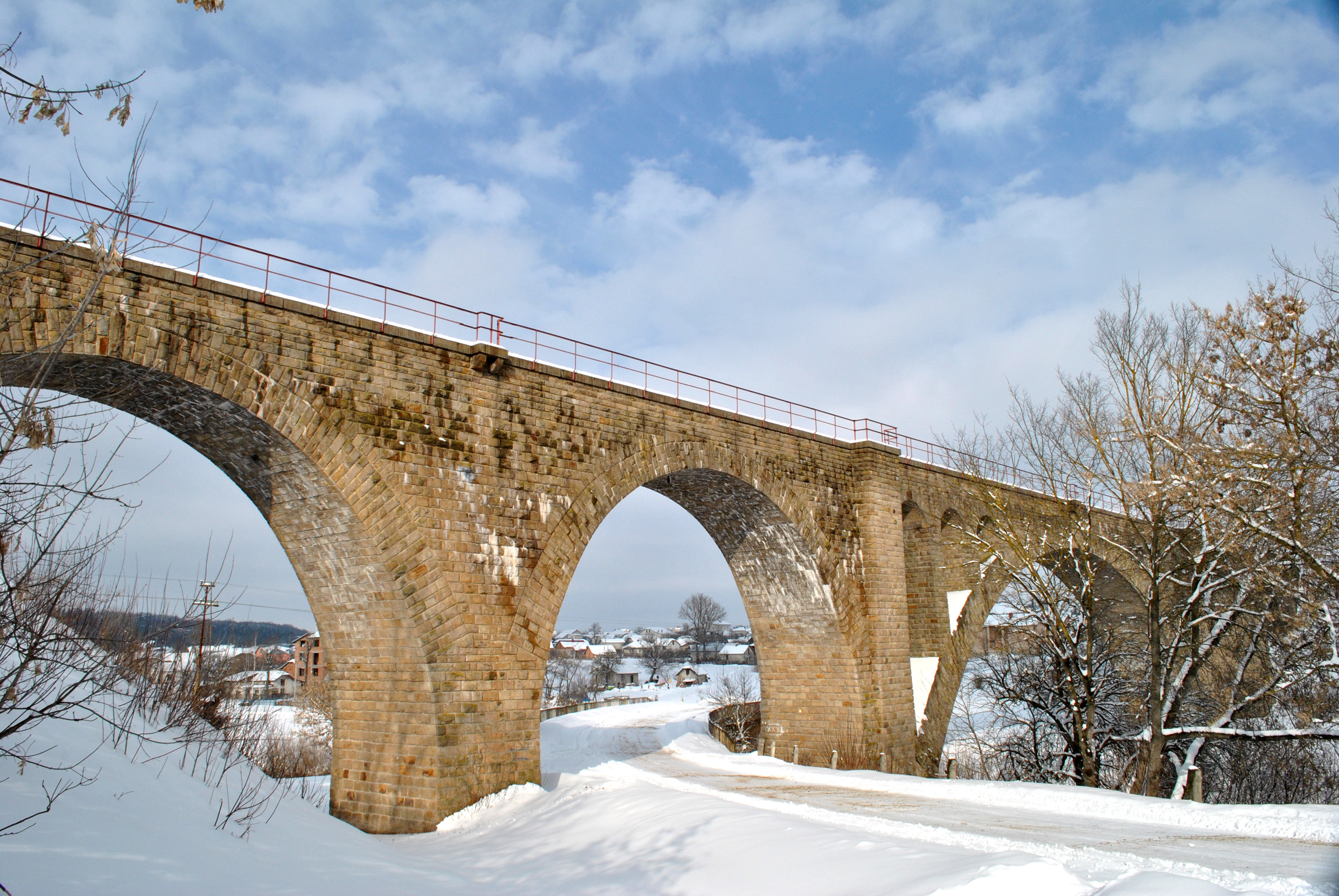
Железнодорожный виадук

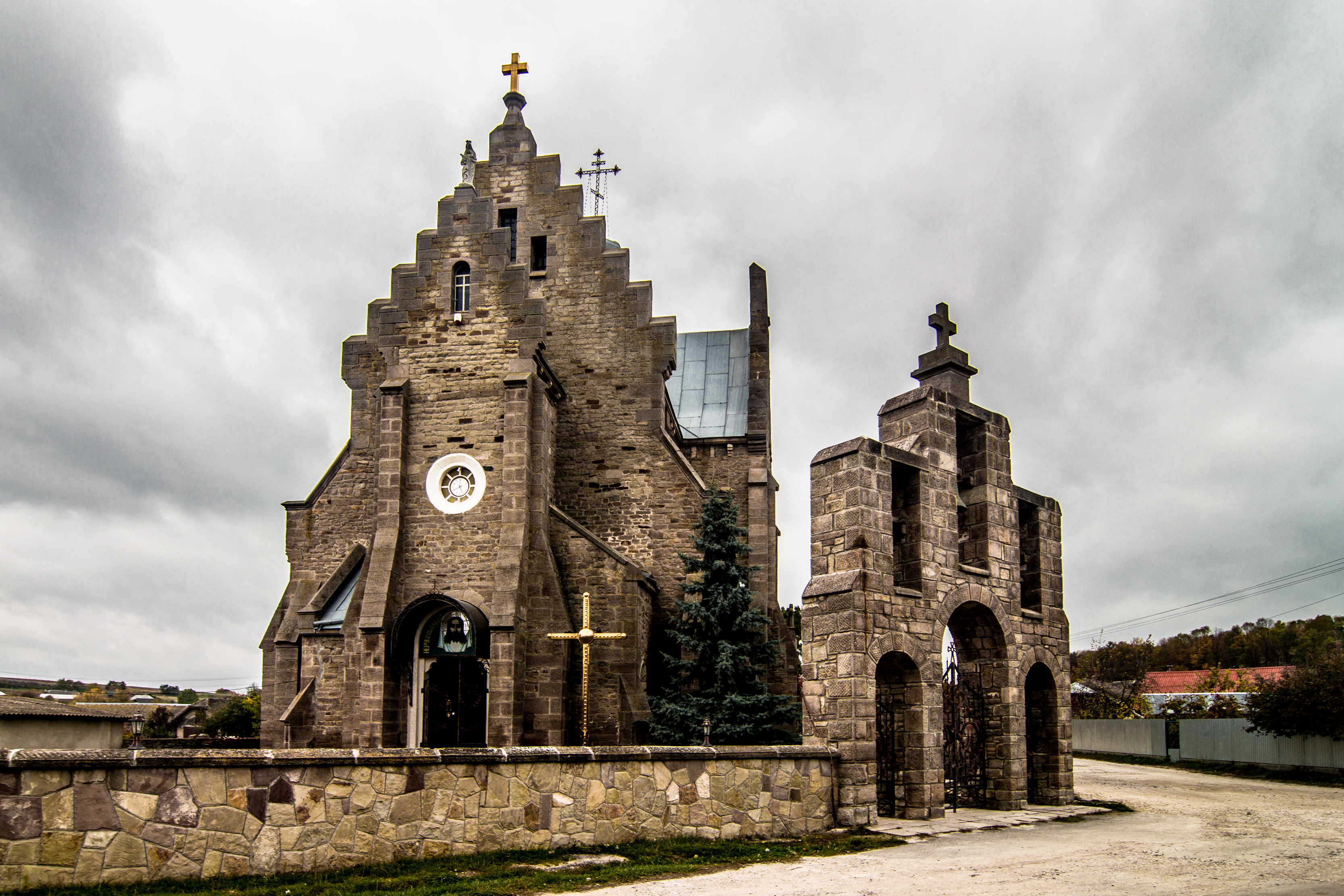
Петропавловская церковь

Бу́цнев (укр. Буцнів) — село в Великоберезовицкой поселковой общине Тернопольского района Тернопольской области Украины.
Расположено на правом берегу реки Серет, на юге района. Через село протекает также река Руда (Бродок), которая впадает в Серет в юго-восточной части села.
Население по переписи 2001 года составляло 1223 человека. Почтовый индекс — 47730. Телефонный код — 352.

## Известные уроженцы и жители
- Лушпинский, Александр Онуфриевич (1878—1943) — украинский архитектор, художник, скульптор.